# Hiller X-18
Hiller X-18 – amerykański eksperymentalny samolot transportowy zbudowany przez wytwórnię Hiller Aircraft Corporation. Pierwsza maszyna będąca platformą testową dla samolotów krótkiego startu i pionowego lądowania STOVL z obracanymi skrzydłami.

## Historia projektu
Prace konstrukcyjne nad samolotem eksperymentalnym X-18, zlecone przez Siły Powietrzne Stanów Zjednoczonych rozpoczęły się w wytwórni Hiller Aircraft Corporation w 1955 roku pod kierownictwem Stanleya Hillera Jr.
W celu przyspieszenia prac konstrukcyjnych i zaoszczędzenia pieniędzy, do budowy X-18 użyto elementów już istniejących samolotów, które przeznaczono na złom. Kadłub maszyny pochodził z samolotu Chase C-122 Avitruc, a jednostki napędowe z samolotów eksperymentalnych Lockheed XFV-1 i Convair XFY-1 Pogo. Silniki napędzały trójłopatowe przeciwbieżne śmigła o średnicy 4,8 metra. Dodatkowy silnik turboodrzutowy Westinghouse miał za zadanie unoszenie lub opuszczanie ogona maszyny podczas lotu z małymi prędkościami.
Pierwszy lot testowy X-18 odbył się 24 listopada 1959 roku, a łącznie maszyna ta wykonała 20 lotów. Podczas eksploatacji maszyny wynikło bardzo wiele problemów, takich jak duża podatność na podmuchy wiatru podczas obracania skrzydła, czy brak połączenia obu jednostek napędowych co uniemożliwiało współdzielenie mocy silników i napędzanie wszystkich śmigieł w wypadku awarii jednej z jednostek napędowych, co mogło do prowadzić do katastrofy.
Podczas ostatniego dwudziestego lotu wykonanego w lipcu 1961 nastąpiła awaria jednego ze śmigieł podczas operacji przejścia do zawisu na wysokości 3300 metrów. Maszyna wpadła w korkociąg, ale załodze udało się odzyskać kontrolę nad samolotem i bezpiecznie wylądować. Dalszych testów w locie nie kontynuowano, chociaż wciąż prowadzono eksperymenty naziemne z obracanym skrzydłem. Podczas jednego z testów wadliwie skonstruowana platforma, do której był zamocowany samolot, oderwała się powodując duże uszkodzenia maszyny. 18 stycznia 1961 program badawczy został zakończony, a X-18 przeznaczony na złom.